# 岡﨑颯馬
岡﨑 颯馬（おかざき そうま、2001年11月20日 - ）は、ジャパンラグビーリーグワン静岡ブルーレヴズに所属するラグビー選手。

## プロフィール
- 長崎県出身[1]。
- ポジションはセンター(CTB)。
- 身長 177 cm、体重 84 kg
- U17日本代表に選ばれたことがある。
- 兄の航大もラグビー選手[2] で現在チームメイト。

## 略歴
2020年、長崎北陽台高校卒業後、早稲田大学に入る。なお長崎北陽台高校時代、高校日本代表候補に選ばれたことがある。
2023年、早稲田大学ラグビー蹴球部の副将に就任。
2024年、アーリーエントリーで静岡ブルーレヴズに加入。
2025年1月18日に行われたJAPAN RUGBY LEAGUE ONE第5節カンファレンスAブレイブルーパス東京戦にて途中出場でリーグワン公式戦初出場を果たした。